# Michèle Mouton
Michèle Mouton (Grasse, 23 juni 1951) is een Frans voormalig rallyrijder. Tot op heden is ze de succesvolste vrouwelijke coureur in de rallysport, en autosport in het algemeen. Als fabrieksrijder bij Audi in het wereldkampioenschap rally schreef ze begin jaren tachtig in totaal vier rally's op haar naam en werd met hen vicewereldkampioen in 1982.
Later stond ze voornamelijk bekend als hoofdorganisator van de jaarlijkse Race of Champions. Tegenwoordig bekleedt ze een rol binnen de FIA, het overkoepelend orgaan binnen de autosport.

## Carrière

### Rallyrijder

#### 1973-1980: Beginjaren
Mouton debuteerde in 1973 in de rallysport als navigator, maar stapte niet lang daarna op aanraden van haar vader zelf achter het stuur. Na respectievelijke successen in verschillend materiaal, waaronder als hoogtepunt haar eerste internationale overwinning tijdens een ronde van het Europees rallykampioenschap in 1977, werd ze later datzelfde jaar een officiële rijder van de Franse Fiat-importeur, als teamgenote van Jean-Claude Andruet met de Fiat 131 Abarth. In 1979 werd ze met deze auto tweede in het Frans kampioenschap, terwijl ze op het hoogste niveau in het WK rally, drie jaar achtereenvolgens zevende eindigde in Monte Carlo en vijfde in Corsica. In 1980 lag ze in de Rally van Corsica zelfs een tijd tweede, voordat ze door problemen aan de motor terugviel.
In 1975 nam Mouton ook deel aan de 24 uur van Le Mans, met Christine Dacremont en Marianne Hoepfner in een driekoppig rijdersteam dat volledig uit vrouwen bestond. Achter het stuur van een Moynet LM75 wonnen ze in de 2-liter prototypeklasse. Hierna kreeg Mouton een grote sponsor achter zich, namelijk het oliebedrijf Elf Aquitaine, dat in die tijd veel geld stak in Franse rallytalenten.

#### 1981-1985: Audi

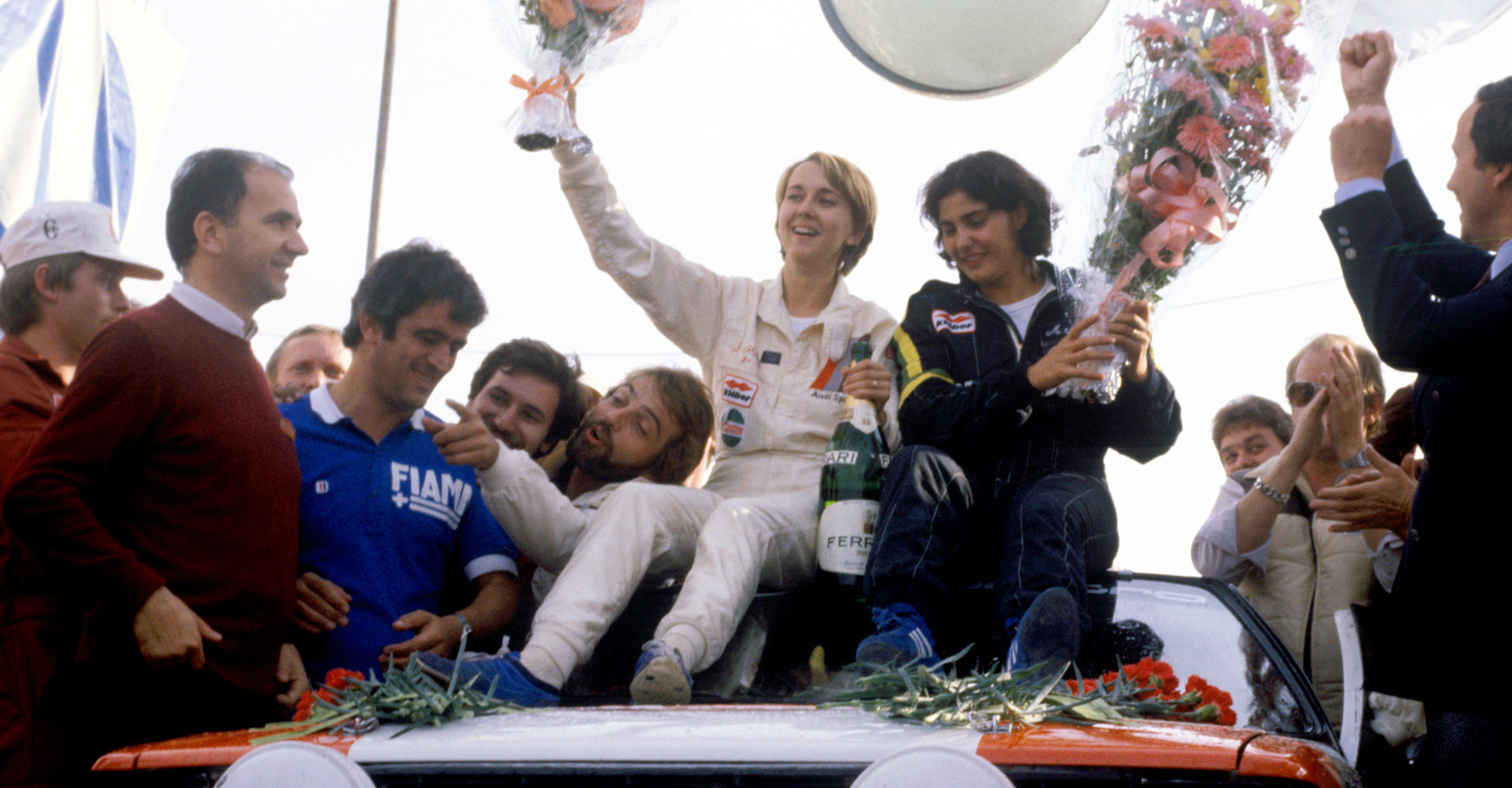
Mouton (rechts) en navigator Fabrizia Pons vieren hun historische zege in San Remo in 1981

Haar goede resultaten met Fiat werden opgemerkt door het zeker in Frankrijk nog relatief onbekende Audi; de Duitse autofabrikant die op dat moment op de achtergrond bezig was met een revolutie in de rallysport in de vorm van de vierwielaangedreven Audi quattro. Het feit dat Mouton als vrouw zijnde werd gecontracteerd boven een groot aantal mannelijke rivalen met bewezen palmares bracht veel publiciteit met zich mee. Mouton kreeg daarnaast in Hannu Mikkola een ervaren teamgenoot aan haar zijde. Hij was voor een groot deel verantwoordelijk voor de ontwikkeling van de quattro in 1980. De auto maakte zijn intrede in het wereldkampioenschap in het 1981 seizoen, in Monte Carlo, waar nietig genoeg zand in de brandstoftank al gelijk een start verhinderde voor Mouton. Tijdens dezelfde rally bewees Mikkola gelijk de kracht van vierwielaandrijving met een serie snelste tijden, maar door een ongeluk kreeg hij geen goede klassering. Een debuutzege voor de auto zou echter al snel volgen met Mikkola in Zweden. Hierna begon Moutons langdurige werkrelatie met de Italiaanse Fabrizia Pons als haar navigator. Het duo behaalde in 1981 in hun eerste rally samen een vierde plaats in de Rally van Portugal, waar Mouton ook zeven klassementsproeven op haar naam wist te schrijven. Dit resultaat bracht ook een einde aan de kritiek op Audi's keuze voor Mouton. Een aantal nul-resultaat om uiteenlopende redenen zouden hierna volgen. Haar doorbraak kwam uiteindelijk in de Italiaanse Rally van San Remo. Deze werd verreden op een gemengde ondergrond, waarop ze haar concurrenten wist te verslaan. Haar teamgenoot Michele Cinotto leidde enige tijd totdat hij door een ongeval uit de rally verdween, waarna Mouton de leiding over nam. Problemen met de remmen zorgden er echter voor dat Ari Vatanen in het zicht van de finish dichterbij kwam, maar Vatanen raakte op een van de slotproeven een steen en incasseerde hierdoor veel tijdsverlies. Mouton bleef Henri Toivonen uiteindelijk voor en schreef een historische debuutzege op haar naam; ze werd de eerste en nog altijd enige vrouwelijke winnaar van een WK-rally - althans, achter het stuur; Fabrizia Pons was haar navigator en ook Isabelle Galmiche won een keer als navigator.

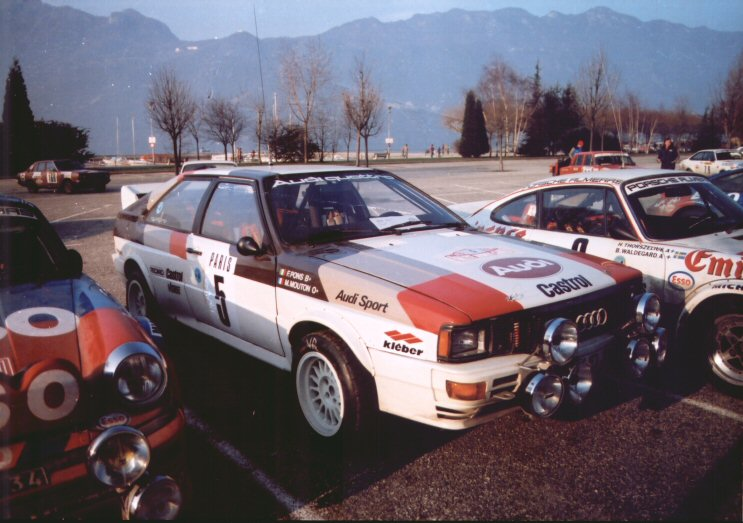
Moutons Audi quattro voorafgaand aan de start in Monte Carlo in 1982

Een groter programma volgde voor Mouton in het 1982-seizoen. Ze begon opnieuw slecht in de Rally van Monte-Carlo, waar ze vanaf een derde plaats uit de rally verongelukte. Na een vijfde plaats tijdens haar eerste optreden op de sneeuw in de Rally van Zweden volgde een sterke overwinning in de Rally van Portugal. In de Rally van Corsica kon ze het tempo vooraan niet volgen, en eindigde ze slechts als zevende. Ze won in de Rally van Griekenland en de Rally van Brazilië, terwijl ze in de Rally van Nieuw-Zeeland in leidende positie moest opgeven. Ondanks de wat wisselende resultaten, profileerde ze zich gedurende het seizoen wel als de enige concurrent voor Opel-rijder Walter Röhrl om de wereldtitel dat jaar. De voorlaatste ronde van het kampioenschap in Rally van Ivoorkust bleek alles beslissend. Het team van Audi had de Afrikaanse langeafstandswedstrijd in eerste instantie niet in hun programma staan, maar beschouwde deze noodzakelijk om Mouton een kans te geven om de titel te kunnen pakken. Daags voor de start kwam kreeg Mouton bericht dat haar vader na een lang ziektebed aan kanker was overleden. Hij had als laatste wens dat zij de rally zou starten. Dit gebeurde ook en Mouton had na een bliksemstart halverwege het evenement al een voorsprong opgebouwd van ruim een uur op Röhrl, ondanks dat beide rijders in het slopende evenement last hadden van materiaalpech. Meer tijdsverlies zou er om deze reden volgen voor Mouton, en haar voorsprong was op de voorlaatste dag gekrompen tot een kleine twintig minuten, terwijl ze op de slotdag opnieuw getroffen zou worden door materiaalpech, en de twee vervolgens in het klassement haast nek aan nek stonden. In het slot van de rally zou Mouton uiteindelijk haar wagen verongelukken. Ze probeerde hierna haar weg weer te vervolgen, maar moest enkele kilometers later haar auto definitief aan de kant zetten omdat deze te veel schade. Röhrl sleepte hierna de overwinning in de wacht en werd gekroond als wereldkampioen, aangezien een resultaat tijdens de slotronde in de Rally van Groot-Brittannië er niet meer toe deed. Röhrl ontbrak daar geheel en Mouton wist haar seizoen toch succesvol af te sluiten met een tweede plaats achter teamgenoot Mikkola, en daarbij de eerste titel voor Audi bij de constructeurs. Mouton won dat jaar wel de inaugurele Autosport International Award in de categorie voor rallyrijders.

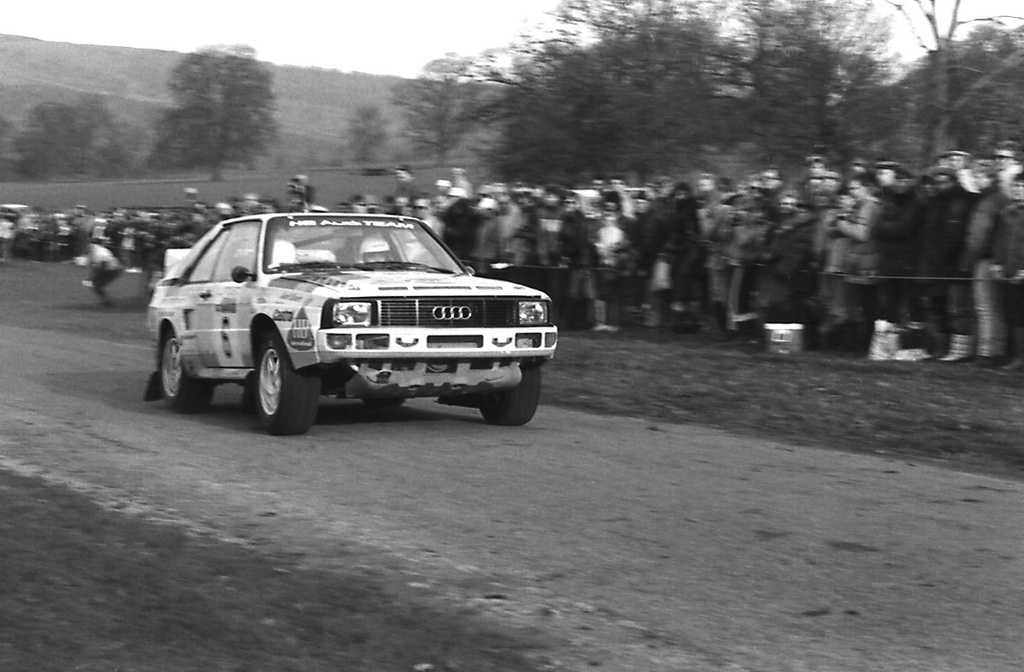
Mouton actief in een van haar laatste optredens voor Audi in het WK tijdens de rally van Groot-Brittannië in 1984

Moutons gevecht om het kampioenschap in 1982 zou een eenmalige affaire worden, aangezien een matig verloop in het daaropvolgende 1983 seizoen een stempel zou drukken op haar carrière als rijder op het hoogste niveau. De start in Monte-Carlo was niet al te best toen ze opnieuw door een ongeluk de rally voortijdig moest verlaten. Een paar podium resultaten zouden hierna volgen en ze lag even tweede in het kampioenschap achter Mikkola, maar een reeks aan DNF's en algeheel mindere resultaten in het restant bracht haar hiervoor buiten stelling, wat verder nog een enkel lichtpuntje zag met een derde plaats in de Rally van Argentinië. In het kampioenschap eindigde ze dit keer als vijfde, en terwijl Mikkola uiteindelijk Röhrl en Markku Alén wist te verslaan om de titel bij de rijders, zou Audi dit keer achter Lancia genoegen moeten nemen met een tweede plaats bij de constructeurs. Met de komst van tweevoudig wereldkampioen Röhrl bij het team en Stig Blomqvist die zich in het voorgaande jaar al had aangesloten, had Audi voor het seizoen 1984 een ware sterren opstelling in het gareel. Mouton mocht haar seizoen aanvangen in de Rally van Zweden, waar ze achter torenhoge favoriet Blomqvist tweede eindigde. Dit zou haar laatste podium resultaat worden in het WK. Met de stroomversnelling in ontwikkelingen die de Groep B klasse met zich mee bracht, introduceerde Audi later in het seizoen de korte wielbasis Audi Sport quattro, waarmee Mouton dat jaar maar drie rallys zou rijden, met als enig resultaat een vierde plaats tijdens de slotronde in de Rally van Groot-Brittannië. Audi greep beide kampioenschappen, met Blomqvist als winnaar.

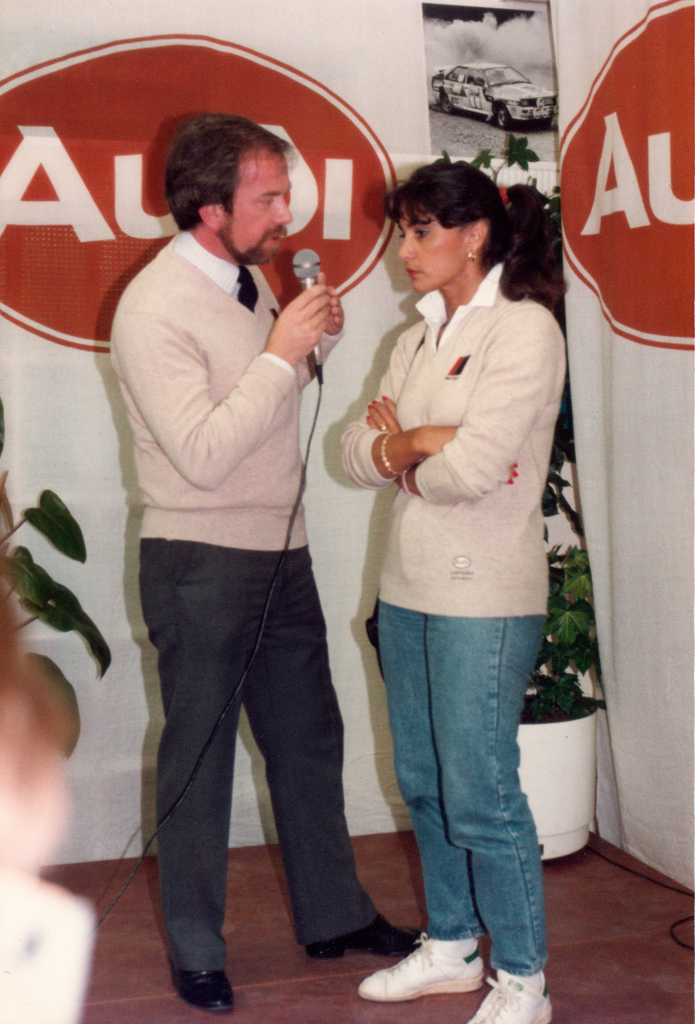
Mouton wordt geïnterviewd voorafgaand aan een Britse rally in 1985

Mouton tekende eerder dat jaar een contractverlenging bij Audi, maar voor het seizoen 1985 beperkte de Duitse fabrikant zich tot een tweekoppig rijdersteam in het gros van de WK-rally's waar ze aan deelnamen, waardoor Mikkola en Mouton voornamelijk werden ingezet voor testwerk. In plaats daarvan werkte Mouton een programma af in het Brits rallykampioenschap voor de Britse Audi-importeur. Op één podiumfinish na verliep haar seizoen echter onsuccesvol, wat grotendeels te wijten viel aan de onbetrouwbaarheid van het materiaal. Voor haar laatste twee deelnames aan het kampioenschap, beide verreden op asfalt, verscheen ze aan de start met de spectaculaire Audi Sport quattro E2, die volgens Mouton maar moeilijk te besturen was op verharde ondergrond. Haar laatste rally met deze auto eindigde dan ook in een ongeluk. Om haar status als FIA prioriteit A-rijder geldig te houden, werd ze door Audi ingeschreven voor de WK-ronde in de Rally van Ivoorkust, waar Arne Hertz een zieke Pons verving als navigator voor Mouton. Het duo maakte een goede start en deelde aan het einde van de eerste dag de leiding met de Toyota van Juha Kankkunen. Tijdens de tweede dag werd haar Audi echter zwaar getroffen door motorproblemen, maar Audi-monteurs wisten de auto buiten de route om ogenschijnlijk te repareren. Op hetzelfde moment viel de Sport quattro volgauto van Audi uit, een serviceauto die op snelheid meereed. Audi werd vervolgens beschuldigd van het omwisselen van auto's. Het team trok Mouton voor de finish van de rally terug uit de rally en omdat FIA-officials geen aanwijzingen konden vinden bleef deze controverse onopgelost.
Buiten de rally's om nam Mouton in 1984 en 1985 voor Audi deel aan de Pikes Peak International Hill Climb, een bekende heuvelklimwedstrijd in de Verenigde Staten. Ze reed met de Sport quattro in haar eerste poging naar een tweede tijd toe in haar categorie, terwijl ze in het laatstgenoemde jaar de recordtijd van Al Unser jr. van drie jaar eerder met dertien seconden verbrak en zodoende zegevierde.

#### 1986: Peugeot
Mouton verbrak haar contract bij Audi om in 1986 te gaan rijden voor Peugeot. Ze nam dat jaar deel aan het Duits rallykampioenschap en twee rondes van het WK met een Peugeot 205 Turbo 16, de auto waarmee Peugeot het jaar ervoor beide titels van het wereldkampioenschap had behaald. Pons was inmiddels gestopt als navigator. Als vervanger trok Mouton Terry Harryman aan, die sinds Ari Vatanens ongeluk een jaar eerder, geen vaste plaats meer had. Het duo kende een succesvolle campagne in Duitsland, met zes overwinningen uit acht rondes, waaronder de Rally van Duitsland, die destijds tevens een ronde was van het Europees kampioenschap. Daarmee werd Mouton ook de eerste vrouwelijke rijder die een groot kampioenschap binnen de autosport wist te winnen.
Haar twee uitingen in het WK kende zijn start tijdens de traditionele seizoenopener in de Rally van Monte-Carlo, waar ze in een sterk deelnemersveld achtste lag voordat een defecte oliepomp een voortijdig einde bracht aan haar rally. In de Rally van Corsica, haar tweede optreden, was ze onderdeel van het officieuze fabrieksteam met de tweede evolutie 205 T16. Pons keerde voor dit evenement eenmalig terug naast Mouton, en het duo had de snelheid er snel in en lagen op een derde plaats achter Lancia 's Henri Toivonen en teamgenoot Bruno Saby, toen echter in het slot van de eerste etappe de versnellingsbak de geest gaf en ze gedwongen moesten opgeven. Later in het evenement ontvouwde er zich een veel groter drama toen rallyleider Toivonen en zijn navigator Sergio Cresto op een van middagproeven tijdens de tweede etappe dodelijk zouden verongelukken. In reactie kwam de overkoepelde organisatie FIA met een competitieverbod opgelegd voor Groep B-auto's in het WK rally, ingaand vanaf het 1987 seizoen, terwijl de lichtere Groep A-variant naar voren werd geschoven als alternatief. Mouton trok hieruit haar conclusies en besloot haar carrière als rallyrijder te beëindigen, wat ze uiteindelijk openbaar maakte na het winnen van het Duits kampioenschap later dat jaar. Niet alleen het verdwijnen van Groep B was hieraan te wijten, maar ook het feit dat ze tijd wilde vrijmaken voor een normaal gezinsleven gold als een belangrijke beweegreden voor deze keuze.

### Latere carrière

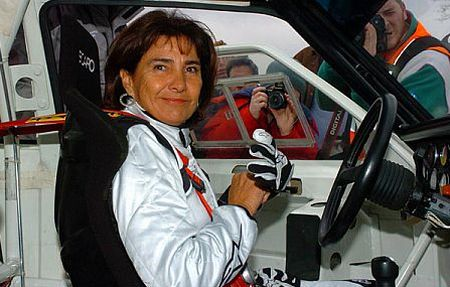
Mouton in 2007

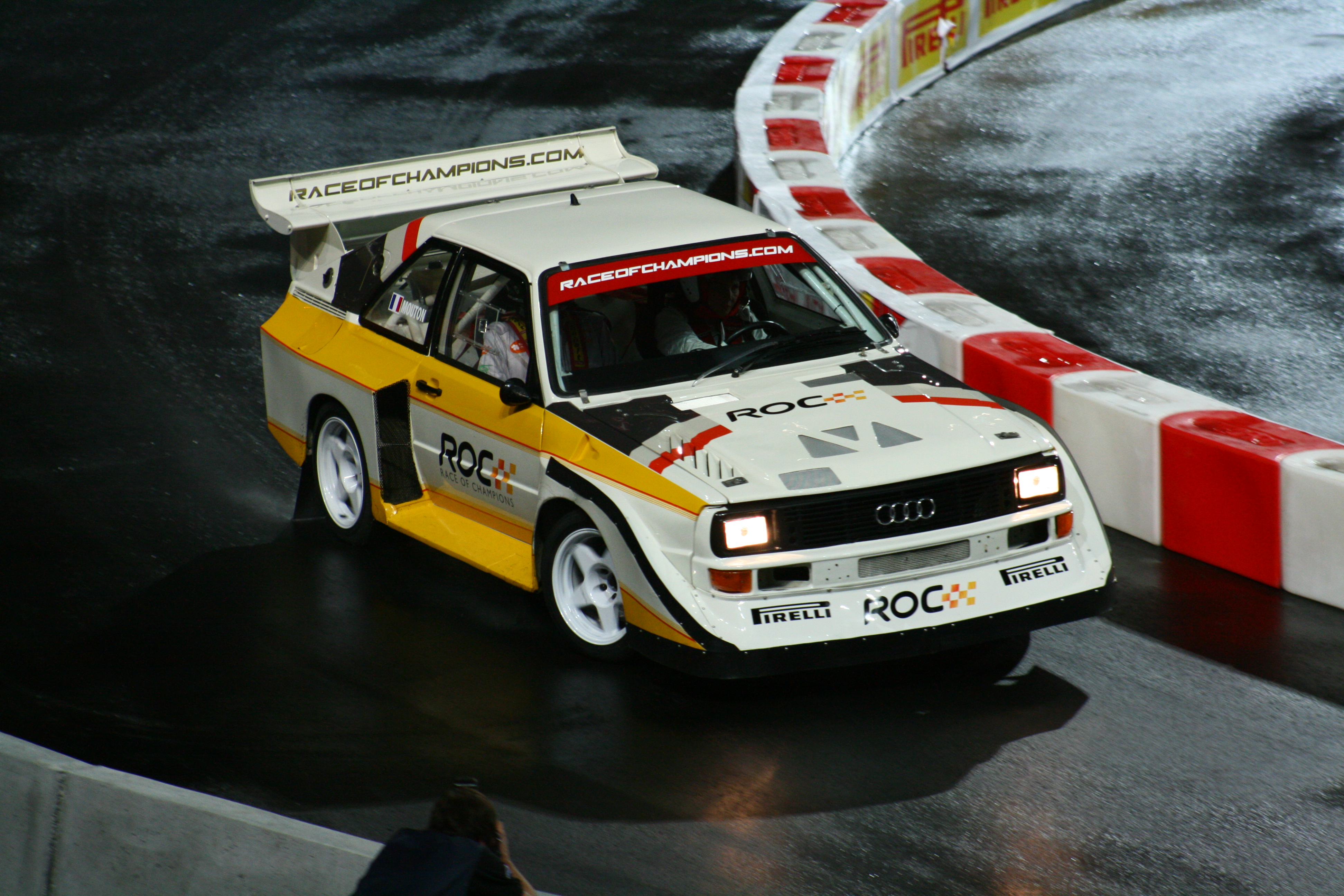
Mouton achter het stuur van een Audi quattro tijdens een demonstratieronde van de Race of Champions in 2009

Samen met Fredrik Johnsson organiseerde ze in december 1988 in Parijs de eerste editie van de Race of Champions, een evenement gehouden ter nagedachtenis aan Henri Toivonen. Het evenement was oorspronkelijk alleen bedoeld voor rallyrijders, maar het heeft in latere jaren een breder publiek verworven door de deelnames van coureurs uit andere disciplines, waaronder de Formule 1. Mouton besloot na de editie van 2008 een stap terug te nemen, maar is de jaren erna actief gebleven binnen de organisatie van het evenement.
In 2010 werd Mouton benoemd tot de eerste president van FIA's Women & Motor Sport Commission, om vrouwelijke coureurs een grotere kans te bieden voor een succesvolle carrière in de autosport, en in 2011 als FIA coördinator en leidinggevende binnen de organisatie van het WK rally. In het laatstgenoemde jaar werd ze door Franse president Nicolas Sarkozy benoemd tot ridder in het Legioen van Eer (Légion d'honneur).

## Complete resultaten in het wereldkampioenschap rally
| Seizoen | Inschrijving               | Auto                     | 1       | 2     | 3     | 4       | 5       | 6       | 7       | 8       | 9       | 10    | 11      | 12      | 13  | Pos. | Punten |
| ------- | -------------------------- | ------------------------ | ------- | ----- | ----- | ------- | ------- | ------- | ------- | ------- | ------- | ----- | ------- | ------- | --- | ---- | ------ |
| 1974    | Michèle Mouton             | Alpine-Renault A110 1800 | POR     | KEN   | FIN   | ITA     | CAN     | VST     | GBR     | FRA 12  |         |       |         |         |     | N/A  | N/A    |
| 1975    | Michèle Mouton             | Alpine-Renault A110 1800 | MON     | ZWE   | KEN   | GRI     | MAR     | POR     | FIN     | ITA     | FRA 7   | GBR   |         |         |     | N/A  | N/A    |
| 1976    | Michèle Mouton             | Alpine-Renault A110 1800 | MON 11  | ZWE   | POR   | KEN     | GRI     | MAR     | FIN     | ITA DNF |         |       |         |         |     | N/A  | N/A    |
| 1976    | Michèle Mouton             | Alpine-Renault A310 V6   |         |       |       |         |         |         |         |         | FRA DNF | GBR   |         |         |     | N/A  | N/A    |
| 1977    | Michèle Mouton             | Autobianchi A112 Abarth  | MON 24  | ZWE   | POR   | KEN     | NZL     | GRI     | FIN     | CAN     | ITA     |       |         |         |     | N/A  | N/A    |
| 1977    | Fiat France                | Fiat 131 Abarth          |         |       |       |         |         |         |         |         |         | FRA 8 | GBR     |         |     | N/A  | N/A    |
| 1978    | Michèle Mouton             | Lancia Stratos HF        | MON 7   | ZWE   | POR   | KEN     | GRI     | FIN     | CAN     | ITA     | IVK     |       |         |         |     | N/A  | N/A    |
| 1978    | Fiat France                | Fiat 131 Abarth          |         |       |       |         |         |         |         |         |         | FRA 5 | GBR     |         |     | N/A  | N/A    |
| 1979    | Fiat France                | Fiat 131 Abarth          | MON 7   | ZWE   | POR   | KEN     | GRI     | NZL     | FIN     | ITA     | CAN     | FRA 5 | GBR     | IVK     |     | 21   | 12     |
| 1980    | Fiat France                | Fiat 131 Abarth          | MON 7   | ZWE   | POR   | KEN     | GRI     | ARG     | FIN     | NZL     | ITA     | FRA 5 | GBR     | IVK     |     | 23   | 12     |
| 1981    | Audi Sport                 | Audi quattro             | MON DNS | ZWE   | POR 4 | KEN     | FRA DNF | GRI EX  | ARG     | BRA     | FIN 13  | ITA 1 | IVK     | GBR DNF |     | 8    | 30     |
| 1982    | Audi Sport                 | Audi quattro             | MON DNF | ZWE 5 | POR 1 | KEN     | FRA 7   | GRI 1   | NZL DNF | BRA 1   | FIN DNF | ITA 4 | IVK DNF | GBR 2   |     | 2    | 97     |
| 1983    | Audi Sport                 | Audi quattro A1          | MON DNF | ZWE 4 | POR 2 | KEN 3   |         |         |         |         |         |       |         |         |     | 5    | 53     |
| 1983    | Audi Sport                 | Audi quattro A2          |         |       |       |         | FRA DNF | GRI DNF | NZL DNF | ARG 3   | FIN 16  | ITA 7 | IVK     | GBR DNF |     | 5    | 53     |
| 1984    | Audi Sport                 | Audi quattro A2          | MON     | ZWE 2 | POR   | KEN DNF | FRA     |         |         |         |         |       |         |         |     | 14   | 25     |
| 1984    | Audi Sport                 | Audi Sport quattro       |         |       |       |         |         | GRI DNF | NZL     | ARG     | FIN DNF | ITA   | IVK     | GBR 4   |     | 14   | 25     |
| 1985    | Audi Sport                 | Audi Sport quattro       | MON     | ZWE   | POR   | KEN     | FRA     | GRI     | NZL     | ARG     | FIN     | ITA   | IVK DNF | GBR     |     | –    | 0      |
| 1986    | Peugeot Talbot Deutschland | Peugeot 205 Turbo 16     | MON DNF | ZWE   | POR   | KEN     |         |         |         |         |         |       |         |         |     | –    | 0      |
| 1986    | Peugeot Talbot Sport       | Peugeot 205 Turbo 16 E2  |         |       |       |         | FRA DNF | GRI     | NZL     | ARG     | FIN     | ITA   | IVK     | GBR     | VST | –    | 0      |

Noot:
- Het concept van het wereldkampioenschap rally tussen 1973 en 1976 hield in dat er enkel een kampioenschap open stond voor constructeurs.
- In 1977 en 1978 werd de FIA Cup for Drivers georganiseerd. Hierin meegerekend alle WK-evenementen, plus tien evenementen buiten het WK om.

#### Overwinningen
| # | Seizoen | Rally                                 | Navigator     | Auto         |
| - | ------- | ------------------------------------- | ------------- | ------------ |
| 1 | 1981    | 23º Rallye Sanremo                    | Fabrizia Pons | Audi quattro |
| 2 | 1982    | 16º Rallye de Portugal Vinho do Porto | Fabrizia Pons | Audi quattro |
| 3 | 1982    | 29th Acropolis Rally                  | Fabrizia Pons | Audi quattro |
| 4 | 1982    | 4º Marlboro Rallye do Brasil          | Fabrizia Pons | Audi quattro |